# Катастрофа Ан-12 в Анголе (1985)
Катастрофа Ан-12 в Анголе — авиационная катастрофа самолёта Ан-12БП советских ВВС, произошедшая 25 ноября 1985 года в районе Менонге (Ангола), при этом погибло 23 человека (экипаж — 8, пассажиры — 15, из них 4 советских военных советника и 11 ангольских военнослужащих ФАПЛА). Самолёт сбит южноафриканским спецназом с помощью ЗРК Стрела-1.

## Самолёт
Ан-12БП с регистрационным номером СССР-11747 (заводской — 5343609) был выпущен в 1965 году. Самолёт входил в состав 369 военно-транспортного авиационного полка советских ВВС (аэродром базирования Джанкой).

## Экипаж
Лётный экипаж самолёта имел следующий состав:
- капитан Лукьянов Сергей Васильевич ;
- старший лейтенант Никитин Алексей Николаевич;
- капитан Журкин Владимир Борисович.
- старший лейтенант Осадчук Виктор Викторович;
- прапорщик Гришенков Сергей Николаевич;
- прапорщик Шибанов Владимир Алексеевич.
- лейтенант Пшенюк Виталий Александрович
- стажер курсант Шолмов Сергей Николаевич.

## Пассажиры
На борту находились 4 советских военных советника и 11 ангольских военнослужащих ФАПЛА.
Список военных советников:
- полковник Кандидатов Евгений Ефимович;
- подполковник Мартынов Александр Петрович;
- подполковник Жерносек Михаил Михайлович;
- подполковник Перевёртов Анатолий Петрович.

## Катастрофа
Экипаж выполнял транспортный полет по перевозке группы советских военных советников и ангольских военнослужащих. После взлета в Квито-Кванавале в 11:20 полет проходил над контролируемой войсками УНИТА территорией. При подлете к Менонге самолёт был поражен из трофейного ЗРК Стрела-1 (на шасси БРДМ-2) диверсионной группой южноафриканского спецназа, организовавшей засаду с целью уничтожения воздушных судов правительственных сил. Ракета попала в двигатель № 3. Через 47 секунд после поражения ракетой произошло разрушение крыла. Самолёт потерял управление и упал в лес, все находившиеся на борту погибли. Во время боевой операции при попытке добраться до места падения самолёта 5 декабря был сбит вертолёт Ми-17. Три советских члена экипажа вертолёта и два ангольских военнослужащих погибли. Самолёт Ан-12 входил в авиаотряд военных советников, а в Анголу был переведен из 369 втап (Джанкой).